# Conophorus bellus
Conophorus bellus är en tvåvingeart som först beskrevs av Becker 1906.  Conophorus bellus ingår i släktet Conophorus och familjen svävflugor. Inga underarter finns listade i Catalogue of Life.